# Fântânele (Mureș)
Fântânele (Hongaars: Gyulakuta) is een comună in het district Mureș, Transsylvanië, Roemenië. De gemeente ligt in Szeklerland en is opgebouwd uit zes dorpen, namelijk:
- Bordoşiu (Hongaars: Bordos)
- Călimăneşti (Hongaars: Kelementelke)
- Cibu (Hongaars: Csöb)
- Fântânele (Hongaars: Gyulakuta)
- Roua (Hongaars: Rava)
- Viforoasa (Hongaars: Havadtő)

De dorpen Bordoşiu, Cibu en Roua behoorden tot 1918 tot het Hongaarse comitaat Udvarhely, de overige dorpen tot Maros-Torda.

## Demografie
De comună heeft een absolute Szeklers-Hongaarse meerderheid. Volgens de census van 2011 heeft de comună een bevolking van 4.595. Hiervan hebben er zo'n 4.312 (93,84%) de Hongaarse nationaliteit. 